# Мустафаєв Ескендер Аметович
Мустафаєв Ескендер Аметович (нар. 17 липня 1981) — український плавець, майстер спорту України міжнародного класу. Чемпіон Літніх Паралімпійських ігор 2012 року.
Займається у секції плавання Севастопольського міського центру «Інваспорт».